# 北德文 (英國國會選區)
北德文（英語：North Devon），英國國會一郡選區，包括英格蘭西南部德文郡北部，與北德文區同域。
始設於1832年，當時稱為德文北區（Northern Division of Devon），應選兩席，1885年被撤，1950年恢復。本區是自民黨和保守黨爭持的選區。自1992年任下議院議員、自民黨的尼克·哈維在2010年大選中以47.4%選票勝出該區連任。